# Пегу
Пегу (сучасна транскрипція Баго) — четверте за населенням місто М'янми, столиця однойменного округу Пегу. Розташований за 80 км від Рангуна. Населення 250,000 чол.

## Історія
За легендами, два монських принца з держави Татон заснували місто Пегу в 573 році. Вони побачили на острові у великому озері гуску, яка стояла на спині гусака, що було визнано сприятливим ознакою. Прямуючи за дивом, вони заснували місто, яке було назване Гантаваді (палі: Хамсаваді). Раніше місто стояло на морі і було морським портом.
Найперша згадка — у творах арабського географа Ібн-Худадбіна близько 850 року. У цей час столиця монів перемістилася в Татон. Ця область була зайнята бірманцями з Пагана в 1056 році. Після монгольської навали і розгрому Пагана в 1287 царство Мон знову здобуло незалежність.
З 1369 по 1539 рр. Хантхаваді було столицею монського царства Раманадеса, яке об'єднувало всю Нижню Бірму. Область в 1539 році була завойована царем Табіншветхі держави Таунгу.
У царстві Таунгу Пегу став столицею в 1539–1599 рр., а потім знову в 1613–1634 рр., через Пегу відбувалося вторгнення в Сіам. Європейці нерідко відвідували порт Пегу, і в європейських джерелах відзначають міць і велич міста. В 1634 році столицею стало місто Ава. В 1740 році мони повстали. До 1757 року вони утримували незалежність, але цар Алаунгпая розгромив монів і повністю зруйнував місто.
Цар Бодопая (1782–1819) відбудував місто заново, але річка змінила течію, і місто виявилося відрізаним від моря, втративши свою торгову значимість.
В 1852 році англійці анексували Пегу (див. Друга англо-бірманська війна). В 1862 році була утворена провінція Британська Бірма зі столицею в Рангуні.
Місто кілька разів руйнувався землетрусами і знову відбудовувався. Великі землетруси були в 1912, 1917 і 1930 роках.

## Пам'ятки
Найбільш вшановується в Пегу пагода Швемадо, у якій зберігаються реліквії Будди. Пагода побудована в 825 році і розширена королем Бодампаєю. Вшановується також пагода Швегуле. Пагода Махазеді XVI століття була повністю зруйнована землетрусом 1930 року, але потім була відбудована заново. У Пегу знаходиться друга за величиною статуя лежачого Будди — Шветхальяун.
За чотири кілометри на південь від міста знаходиться пагода Чьяйокрун. Її побудував в 1476 році король Дхаммазеді і поставив у ній чотири великі статуї Будди висотою 30 м по чотирьох сторонах квадрата, які відповідають Будді і його попередникам.

## Клімат
Місто знаходиться у зоні, котра характеризується мусонним кліматом. Найтепліший місяць — квітень із середньою температурою 30 °C (86 °F). Найхолодніший місяць — січень, із середньою температурою 24.4 °С (76 °F).
| Клімат Пегу             | Клімат Пегу | Клімат Пегу | Клімат Пегу | Клімат Пегу | Клімат Пегу | Клімат Пегу | Клімат Пегу | Клімат Пегу | Клімат Пегу | Клімат Пегу | Клімат Пегу | Клімат Пегу | Клімат Пегу |
| Показник                | Січ.        | Лют.        | Бер.        | Квіт.       | Трав.       | Черв.       | Лип.        | Серп.       | Вер.        | Жовт.       | Лист.       | Груд.       | Рік         |
| Абсолютний максимум, °C | 37          | 37          | 38          | 42          | 41          | 35          | 37          | 35          | 32          | 33          | 37          | 36          | 42          |
| Середній максимум, °C   | 31          | 33          | 36          | 36          | 33          | 30          | 29          | 29          | 30          | 30          | 31          | 30          | 32          |
| Середня температура, °C | 24          | 25          | 28          | 29          | 29          | 27          | 26          | 26          | 26          | 26          | 26          | 24          | 27          |
| Середній мінімум, °C    | 17          | 18          | 20          | 23          | 25          | 24          | 23          | 23          | 23          | 23          | 22          | 18          | 22          |
| Абсолютний мінімум, °C  | 10          | 12          | 14          | 17          | 18          | 21          | 20          | 20          | 21          | 20          | 16          | 11          | 10          |
| Норма опадів, мм        | 10          | 0           | 0           | 20          | 200         | 490         | 630         | 440         | 470         | 110         | 10          | 10          | 2450        |
| Днів з дощем            | 2           | 0           | 0           | 1           | 12          | 22          | 24          | 24          | 22          | 9           | 0           | 0           | 121         |
| Вологість повітря, %    | 67          | 61          | 64          | 66          | 78          | 88          | 90          | 90          | 90          | 85          | 77          | 71          | 77          |
| ----------------------- | ----------- | ----------- | ----------- | ----------- | ----------- | ----------- | ----------- | ----------- | ----------- | ----------- | ----------- | ----------- | ----------- |
| Джерело: Weatherbase    |             |             |             |             |             |             |             |             |             |             |             |             |             |

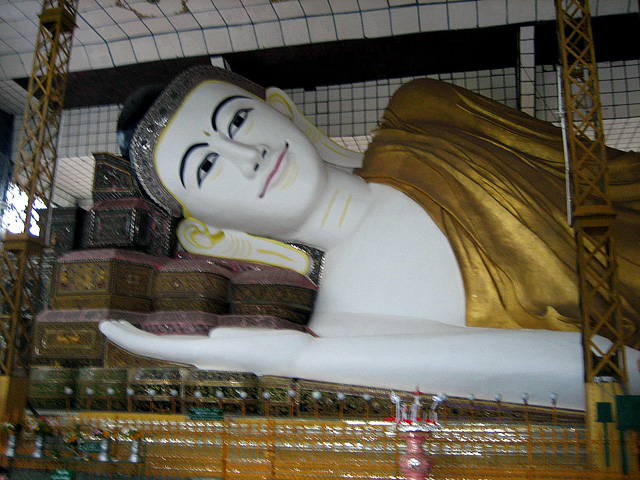
54-метровий лежачий Будда Шветальяун, поставлений в 994 році королем Мігадепою
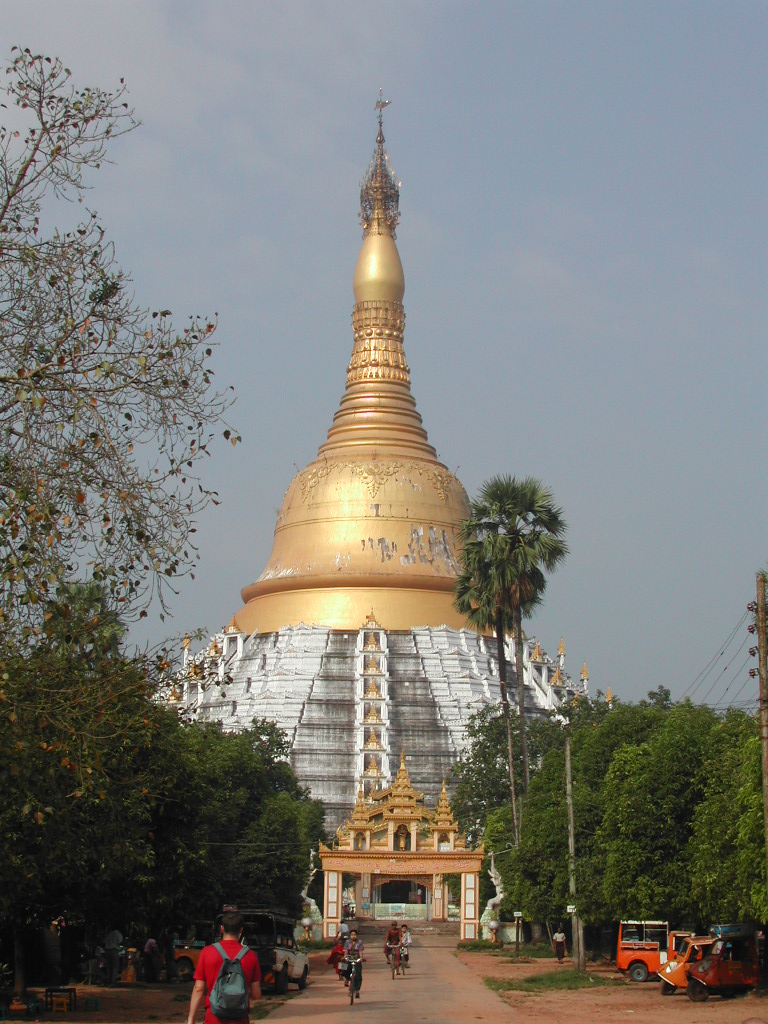
Пагода Махазеді в Пегу